# Estación de Maxcanú
Maxcanú es una estación de ferrocarril en Maxcanú, Yucatán. La ruta del Tren Maya incluye un tramo de 159 km que se extiende desde Calkiní a Izamal, y este tramo incluye una estación en Maxcanú.
El 15 de diciembre de 2023, el presidente Andrés Manuel López Obrador inauguró el tramo en donde se encuentra la estación, la cual fungirá como un paradero.

## Historia
El candidato Andrés Manuel López Obrador, anunció en su campaña presidencial del 2018 el proyecto del Tren Maya. El 13 de agosto de 2018 anunció el trazo completo. El recorrido de la nueva ruta del Tren Maya puso a la estación de Maxcanú en la ruta que conectaría con Calkiní e Izamal, en el estado de Campeche y Yucatán.
Actualmente, la estación en Maxcanú se encuentra abierta y recibe a viajeros locales, nacionales e internacionales.